# Przeszukiwanie w głąb
Przeszukiwanie w głąb (ang. Depth-first search, w skrócie DFS) – algorytm przeszukiwania grafu. Przeszukiwanie w głąb polega na badaniu wszystkich krawędzi wychodzących z podanego wierzchołka. Po zbadaniu wszystkich krawędzi wychodzących z danego wierzchołka algorytm powraca do wierzchołka, z którego dany wierzchołek został odwiedzony.

## Przykład

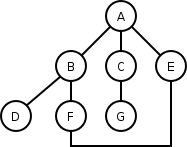
Graf wykorzystany w przykładzie

Gdybyśmy podany na obrazku graf chcieli przejść wykorzystując algorytm przeszukiwania w głąb, zaczynając od wierzchołka A, to węzły zostałyby odwiedzone w następującej kolejności (w nawiasach podano wierzchołki do których algorytm powraca): A, B, D, (B), F, E, (F), (B), (A), C, G, (C), (A).

## Algorytm
```
   
function
 VisitNode(u):
       oznacz 
u
 jako odwiedzony
       dla każdego wierzchołka 
v
 na liście sąsiedztwa 
u
:
           jeżeli 
v
 nieodwiedzony:
               VisitNode(v)
   
function
 DepthFirstSearch(
Graf
 G):
       dla każdego wierzchołka 
u
 z grafu G:
           oznacz 
u
 jako nieodwiedzony
       dla każdego wierzchołka 
u
 z grafu G:
           jeżeli 
u
 nieodwiedzony:
               VisitNode(u) 
```

## Właściwości

### Złożoność pamięciowa
Złożoność pamięciowa przeszukiwania w głąb w przypadku drzewa jest o wiele mniejsza niż przeszukiwania wszerz, gdyż algorytm w każdym momencie wymaga zapamiętania tylko ścieżki od korzenia do bieżącego węzła, podczas gdy przeszukiwanie wszerz wymaga zapamiętywania wszystkich węzłów w danej odległości od korzenia, co zwykle rośnie wykładniczo w funkcji długości ścieżki.

### Złożoność czasowa
Złożoność czasowa algorytmu jest uzależniona od liczby wierzchołków oraz liczby krawędzi. Algorytm musi odwiedzić wszystkie wierzchołki oraz wszystkie krawędzie, co oznacza, że złożoność wynosi O(|V|+|E|).

### Zupełność (kompletność)
Algorytm jest zupełny (czyli znajduje rozwiązanie lub informuje, że ono nie istnieje) dla drzew skończonych.
Grafy skończone wymagają oznaczania już odwiedzonych wierzchołków.
Dla grafów nieskończonych nie jest zupełny.

## Zastosowania algorytmu
Algorytm stosowany jest:
- do wyznaczania silnych spójnych składowych grafu skierowanego
- w algorytmie sortowania topologicznego skierowanego grafu acyklicznego
- sprawdzania, czy istnieje ścieżka między dwoma wierzchołkami w grafie (badanie spójności grafu).

## Implementacja
- Zobacz przykłady implementacji tego algorytmu na stronie Wikibooks